# Aristaria conspicua
Aristaria conspicua là một loài bướm đêm trong họ Noctuidae.